# Gran Premio di Svezia 1976
Il Gran Premio di Svezia 1976 è stata la settima prova della stagione 1976 del Campionato mondiale di Formula 1. Si è corsa domenica 13 giugno 1976 sul Circuito di Anderstorp. La gara è stata vinta dal sudafricano Jody Scheckter su Tyrrell-Ford Cosworth; per il vincitore si trattò del quarto successo nel mondiale. Ha preceduto sul traguardo il francese Patrick Depailler, anch'egli su Tyrrell-Ford Cosworth e l'austriaco Niki Lauda su Ferrari.
Fu l'unica gara di F1 vinta da una vettura a sei ruote, la Tyrrell P34.

## Vigilia

### Aspetti tecnici
La Penske presentò il nuovo modello PC4.

### Aspetti sportivi
Si rividero i piloti statunitensi Mario Andretti (Lotus) e Brett Lunger (Surtees). Partecipò nuovamente anche la RAM che fece esordire il pilota danese Jac Nellemann, per far coppia con Loris Kessel. Su una delle Wolf-Williams venne iscritto un altro danese, Tom Belsø, al posto di Jacky Ickx, impegnato nella 24 Ore di Le Mans. Belsø, la cui ultima presenza nel mondiale era stata il Gran Premio di Gran Bretagna 1974, non prese però parte alle prove.

## Qualifiche

### Resoconto
Nella prima giornata di prove il miglior tempo venne fatto segnare da Niki Lauda su Ferrari in 1'26"564, davanti a Mario Andretti e Patrick Depailler. Alla mattina le due vetture più competitive erano state le due Tyrrell, mentre la Ferrari scontava problemi di assetto, anche perché le vetture italiane non avevano testato il circuito nella settimana precedente la gara. La Ferrari 312 T2 inoltre veniva considerata meno competitiva su un circuito che non presentava variazioni altimetriche significative. Vittorio Brambilla della March subì la rottura del propulsore, mentre Tom Pryce della Shadow fu autore di un'uscita di pista dovuta alla rottura di una sospensione.

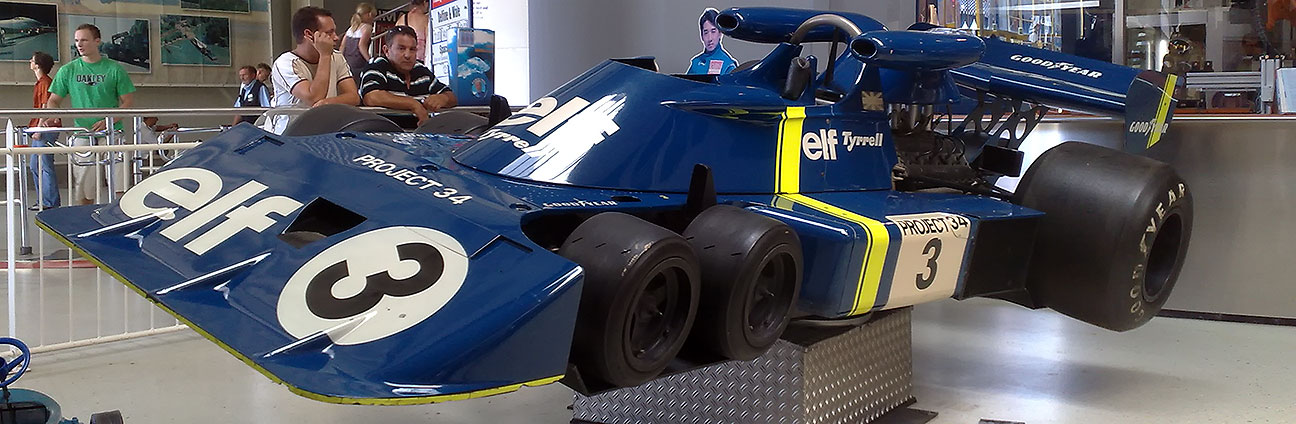
Una Tyrrell P34

Al pomeriggio Stuck ruppe il motore della sua March, mentre l'altro ferrarista Regazzoni chiuse con l'ottavo tempo, penalizzato per la rottura di un tubo dell'olio.
La Ferrari di Lauda si confermò competitiva anche alla mattina del sabato ma al pomeriggio non riuscì più a far segnare tempi validi, tanto da essere battuta da Jody Scheckter prima e da Chris Amon su Ensign e da Patrick Depailler poi. Anche Mario Andretti, risolto un problema al cambio, riusciva a girare sull'1'26, inserendosi tra le due Tyrrell. Scheckter conquistò così la prima pole per una vettura a sei ruote, la prima della sua carriera nel mondiale di F1, la quattordicesima e ultima per la Tyrrell, che non conquistava la partenza al palo dal Gran Premio di Svezia 1974. Il sudafricano precedette Andretti, Amon (per l'Ensign questa rappresentò la miglior prestazione in prova della sua storia nel mondiale) e Depailler. Lauda chiuse quinto, mentre Regazzoni fu undicesimo, costretto a utilizzare il muletto. La vettura dell'austriaco risultava sottosterzante, mentre quella dell'elvetico era sovrasterzante.

### Risultati
Nella sessione di qualifica si è avuta questa situazione:
| Pos | Nº | Pilota             | Costruttore                 | Tempo    | Griglia |
| --- | -- | ------------------ | --------------------------- | -------- | ------- |
| 1   | 3  | Jody Scheckter     | Tyrrell-Ford Cosworth       | 1'25"659 | 1       |
| 2   | 5  | Mario Andretti     | Lotus-Ford Cosworth         | 1'26"008 | 2       |
| 3   | 22 | Chris Amon         | Ensign-Ford Cosworth        | 1'26"163 | 3       |
| 4   | 4  | Patrick Depailler  | Tyrrell-Ford Cosworth       | 1'26"362 | 4       |
| 5   | 1  | Niki Lauda         | Ferrari                     | 1'26"441 | 5       |
| 6   | 6  | Gunnar Nilsson     | Lotus-Ford Cosworth         | 1'26"570 | 6       |
| 7   | 26 | Jacques Laffite    | Ligier-Matra                | 1'26"773 | 7       |
| 8   | 11 | James Hunt         | McLaren-Ford Cosworth       | 1'26"958 | 8       |
| 9   | 10 | Ronnie Peterson    | March-Ford Cosworth         | 1'27"040 | 9       |
| 10  | 8  | Carlos Pace        | Brabham-Alfa Romeo          | 1'27"133 | 10      |
| 11  | 2  | Clay Regazzoni     | Ferrari                     | 1'27"157 | 11      |
| 12  | 16 | Tom Pryce          | Shadow-Ford Cosworth        | 1'27"527 | 12      |
| 13  | 12 | Jochen Mass        | McLaren-Ford Cosworth       | 1'27"568 | 13      |
| 14  | 17 | Jean-Pierre Jarier | Shadow-Ford Cosworth        | 1'27"618 | 14      |
| 15  | 9  | Vittorio Brambilla | March-Ford Cosworth         | 1'27"640 | 15      |
| 16  | 7  | Carlos Reutemann   | Brabham-Alfa Romeo          | 1'27"762 | 16      |
| 17  | 28 | John Watson        | Penske-Ford Cosworth        | 1'28"065 | 17      |
| 18  | 19 | Alan Jones         | Surtees-Ford Cosworth       | 1'28"207 | 18      |
| 19  | 35 | Arturo Merzario    | March-Ford Cosworth         | 1'28"221 | 19      |
| 20  | 34 | Hans-Joachim Stuck | March-Ford Cosworth         | 1'28"230 | 20      |
| 21  | 30 | Emerson Fittipaldi | Copersucar-Ford Cosworth    | 1'28"670 | 21      |
| 22  | 37 | Larry Perkins      | Boro-Ford Cosworth          | 1'28"815 | 22      |
| 23  | 24 | Harald Ertl        | Hesketh-Ford Cosworth       | 1'28"885 | 23      |
| 24  | 18 | Brett Lunger       | Surtees-Ford Cosworth       | 1'29"343 | 24      |
| 25  | 21 | Michel Leclère     | Wolf Williams-Ford Cosworth | 1'29"597 | 25      |
| 26  | 32 | Loris Kessel       | Brabham-Ford Cosworth       | 1'30"020 | 26      |
| NQ  | 33 | Jac Nellemann      | Brabham-Ford Cosworth       | 1'30"259 | NQ      |

## Gara

### Resoconto
Mario Andretti su Lotus scattò in testa, grazie a una partenza anticipata. Dietro si trovarono il duo della Tyrrell Jody Scheckter-Patrick Depailler, Chris Amon, Gunnar Nilsson e Niki Lauda. Al terzo giro lo svedese, pressato da Lauda, fu autore di un testacoda, con successivo incidente, che lo costrinse al ritiro.
Andretti cercò di porre un certo margine rispetto agli inseguitori, proprio nel tentativo di colmare la possibile penalizzazione, in termini di tempo, per la partenza anticipata. Solo al quinto giro venne comunicata la sanzione di un minuto di penalità da aggiungersi al tempo del pilota della Lotus, che continuava a comandare il plotone anche se, di fatto, primo era Scheckter, distanziato di una manciata di secondi da Andretti.
Al 38º giro Chris Amon, quarto, subì la rottura della sospensione anteriore sinistra; la vettura usciì di pista ma il neozelandese non subì danni alla persona. Ora la classifica vedeva sempre al comando Andretti (penalizzato però di un minuto, quindi fuori dalla zona dei punti), seguito dal leader virtuale Scheckter, Depailler, Lauda, Laffite e Hunt. Andretti condusse fino al 46º giro, quando venne tradito dal propulsore. Scheckter, oltre che primo virtuale, divenne anche leader effettivo della gara. Nelle retrovie si faceva intesa la lotta per la zona poco sotto i punti, con un grande recupero di Arturo Merzario, che al 55º giro si poneva al nono posto, dopo aver passato Brambilla.
La situazione rimase pressoché immutata fino al termine della gara, tranne che per Clay Regazzoni che, passando Ronnie Peterson a quattro giri dalla conclusione, giunse in zona punti.
La vittoria di Jody Scheckter fu l'unica in F1 per una vettura a sei ruote e fu la ventesima per la Tyrrell come costruttore. La casa inglese completò il trionfo con il secondo posto di Patrick Depailler, ottenendo così la settima doppietta nella sua storia (l'ultima risaliva al Gran Premio di Svezia 1974 ancora con Scheckter davanti a Depailler). Terzo chiuse Niki Lauda: per l'austriaco fu il nono podio consecutivo, record all'epoca, condiviso con un'analoga striscia di podi ottenuti da Jim Clark tra il Gran Premio del Belgio 1963 e quello del Sudafrica dello stesso anno. Il record sarà poi battuto da Michael Schumacher nel 2002.

### Risultati
I risultati del gran premio sono i seguenti:
| Pos | No | Pilota             | Costruttore                 | Giri | Tempi/Ritiro     | Pos.Griglia | Punti |
| --- | -- | ------------------ | --------------------------- | ---- | ---------------- | ----------- | ----- |
| 1   | 3  | Jody Scheckter     | Tyrrell-Ford Cosworth       | 72   | 1:46'53"729      | 1           | 9     |
| 2   | 4  | Patrick Depailler  | Tyrrell-Ford Cosworth       | 72   | + 19"766         | 4           | 6     |
| 3   | 1  | Niki Lauda         | Ferrari                     | 72   | + 33"866         | 5           | 4     |
| 4   | 26 | Jacques Laffite    | Ligier-Matra                | 72   | + 55"819         | 7           | 3     |
| 5   | 11 | James Hunt         | McLaren-Ford Cosworth       | 72   | + 59"483         | 8           | 2     |
| 6   | 2  | Clay Regazzoni     | Ferrari                     | 72   | + 1'00"366       | 11          | 1     |
| 7   | 10 | Ronnie Peterson    | March-Ford Cosworth         | 72   | + 1'03"493       | 9           |       |
| 8   | 8  | Carlos Pace        | Brabham-Alfa Romeo          | 72   | + 1'11"613       | 10          |       |
| 9   | 16 | Tom Pryce          | Shadow-Ford Cosworth        | 71   | + 1 Giro         | 12          |       |
| 10  | 9  | Vittorio Brambilla | March-Ford Cosworth         | 71   | + 1 Giro         | 15          |       |
| 11  | 12 | Jochen Mass        | McLaren-Ford Cosworth       | 71   | + 1 Giro         | 13          |       |
| 12  | 17 | Jean-Pierre Jarier | Shadow-Ford Cosworth        | 71   | + 1 Giro         | 14          |       |
| 13  | 19 | Alan Jones         | Surtees-Ford Cosworth       | 71   | + 1 Giro         | 18          |       |
| 14  | 35 | Arturo Merzario    | March-Ford Cosworth         | 70   | Motore           | 19          |       |
| 15  | 18 | Brett Lunger       | Surtees-Ford Cosworth       | 70   | + 2 Giri         | 24          |       |
| Rit | 24 | Harald Ertl        | Hesketh-Ford Cosworth       | 54   | Testacoda        | 23          |       |
| Rit | 34 | Hans-Joachim Stuck | March-Ford Cosworth         | 52   | Motore           | 20          |       |
| Rit | 5  | Mario Andretti     | Lotus-Ford Cosworth         | 45   | Motore           | 2           |       |
| Rit | 22 | Chris Amon         | Ensign-Ford Cosworth        | 38   | Incidente        | 3           |       |
| Rit | 21 | Michel Leclère     | Wolf Williams-Ford Cosworth | 20   | Motore           | 25          |       |
| Rit | 37 | Larry Perkins      | Boro-Ford Cosworth          | 18   | Motore           | 22          |       |
| Rit | 30 | Emerson Fittipaldi | Copersucar-Ford Cosworth    | 10   | Tenuta di strada | 21          |       |
| Rit | 32 | Loris Kessel       | Brabham-Ford Cosworth       | 5    | Incidente        | 26          |       |
| Rit | 6  | Gunnar Nilsson     | Lotus-Ford Cosworth         | 2    | Incidente        | 6           |       |
| Rit | 7  | Carlos Reutemann   | Brabham-Alfa Romeo          | 2    | Motore           | 16          |       |
| Rit | 28 | John Watson        | Penske-Ford Cosworth        | 0    | Incidente        | 17          |       |
| NQ  | 33 | Jac Nellemann      | Brabham-Ford Cosworth       |      |                  |             |       |
| NA  | 20 | Tom Belsø          | Wolf Williams-Ford Cosworth |      |                  |             |       |

## Statistiche
Piloti
- 4ª vittoria per Jody Scheckter
- 1° pole position per Jody Scheckter
- 20° podio per Niki Lauda

Costruttori
- 20° vittoria per la Tyrrell
- 14ª e ultima pole position per la Tyrrell
- 50° podio per la Tyrrell

Motori
- 88° vittoria per il motore Ford Cosworth
- 250° podio per il motore Ford Cosworth

Giri al comando
- Mario Andretti (1-45)
- Jody Scheckter (46-72)

## Classifiche

### Piloti
| Pos | Pilota             | Punti |
| --- | ------------------ | ----- |
| 1   | Niki Lauda         | 52    |
| 2   | Jody Scheckter     | 23    |
| 3   | Patrick Depailler  | 20    |
| 4   | James Hunt         | 17    |
| 5   | Clay Regazzoni     | 16    |
| 6   | Jacques Laffite    | 10    |
| 7   | Jochen Mass        | 10    |
| 8   | Hans-Joachim Stuck | 6     |
| 9   | Tom Pryce          | 4     |
| 10  | Gunnar Nilsson     | 4     |
| 11  | Carlos Reutemann   | 3     |
| 12  | John Watson        | 2     |
| 13  | Alan Jones         | 2     |
| 14  | Chris Amon         | 2     |
| 15  | Emerson Fittipaldi | 2     |
| 16  | Carlos Pace        | 1     |
| 17  | Mario Andretti     | 1     |

### Costruttori
| Pos | Costruttore              | Punti |
| --- | ------------------------ | ----- |
| 1   | Ferrari                  | 55    |
| 2   | Tyrrell -Ford Cosworth   | 31    |
| 3   | McLaren-Ford Cosworth    | 23    |
| 4   | Ligier-Matra             | 10    |
| 5   | March-Ford Cosworth      | 6     |
| 6   | Lotus-Ford Cosworth      | 4     |
| 7   | Shadow-Ford Cosworth     | 4     |
| 8   | Brabham-Alfa Romeo       | 3     |
| 9   | Penske-Ford Cosworth     | 2     |
| 10  | Surtees-Ford Cosworth    | 2     |
| 11  | Ensign-Ford Cosworth     | 2     |
| 12  | Copersucar-Ford Cosworth | 2     |
| 13  | Parnelli-Ford Cosworth   | 1     |